# Exterritorialitet
Exterritorialitet, eller extraterritorialitet
(av latin ex, extra 'utom', och territorium, 'landområde'), är inom folkrätten det förhållande att visst rum inom en stats territoriella gränser mer eller mindre tillfälligt undandragits dess makthöghet och betraktas såsom ett slags främmande enklav i följd av någon därpå vistandes exterritorialrätt. I synnerhet transportmedel, ambassader och även residens omfattas av exterritorialrätten.
Konsularjurisdiktion var en form av exterritorialitet som utövades av europeiska och nordamerikanska konsuler över det egna landets medborgare i Mellanöstern och Östasien fram till mitten på nittonhundratalet. Politiskt omfattar ambassader exterritorialitet, i och med att ambassadören har politisk immunitet, FN:s verksamhet och byggnader, statschefer vid statsbesök, samt katolska kyrkans ägor utanför Vatikanstaten[källa behövs]. Vissa militärbaser på främmande mark kan också ha exterritorialrätt.
Exterritorialiteten innebär 
1. okränkbarhet av rummet, det vill säga av den plats eller byggnad där den exterritorialberättigade under sitt vistande i det främmande territoriet bor, dock utan så kallad asylrätt eller rätt att låta brottslingar och flyktingar där söka skydd
2. frihet från den territoriella statens jurisdiktionsrätt och polisrätt i brottmål, dock med skyldighet för den exterritorialberättigade att underkasta sig gällande ordningsföreskrifter på orten samt att inte företaga handlingar som väcka allmän förargelse, och att icke själv utöva höghetsrättigheter utan särskilt medgivande
3. frihet från den territoriella statens jurisdiktionsrätt i civilmål, såvitt denna beror av hemvistet, då den exterritorialberättigade inte kan anses bosatt i det främmande territoriet, men således inte beträffande där belägen fastighet eller där möjligen idkad rörelse eller driven näring.